# Двупартийна система
Двупартийната система е политическа система, при която две политически партии получават основния брой гласове на почти всички избори, в резултат на което почти всички изборни постове се заемат от представители на някоя от тях. При двупартийната система обикновено една от двете партии има мнозинство, а другата остава в опозиция. Типичен пример за двупартийна система е политическата система на Съединените щати.